# بنیامین وربیچ
بنیامین وربیچ (اسلوونیایی: Benjamin Verbič؛ زادهٔ ۲۷ نوامبر ۱۹۹۳) بازیکن فوتبال اهل اسلوونی است.
از باشگاه‌هایی که در آن بازی کرده است می‌توان به باشگاه فوتبال تسلیه، باشگاه فوتبال کپنهاگن، و باشگاه فوتبال دینامو کی‌یف اشاره کرد.
وی همچنین در تیم‌های ملی فوتبال زیر ۲۱ سال اسلوونی، و اسلوونی بازی کرده است.